# 徐珂
徐珂（じょ か、Xú Kē、1869年 – 1928年）は、中国の著作家。彼は1917年に清の歴史に関する48冊に及ぶ書物『清稗類鈔』を書いた。著作家で、カリフォルニア大学アーバイン校教授のヤン・チェンは、この本は清王朝時代のことを百科事典的に記述していると述べている。